# Ernst Böse (Politiker)
Ernst Böse (geboren am 1. März 1901 in Oebisfelde; gestorben am 12. September 1962 in Hamburg) war ein deutscher Volksschullehrer. Zeitweise war er Mitglied der KPD, dann der SPD. Ab 1956 war er Direktor der Polizeifachschule in Hamburg-Alsterdorf.

## Leben und Wirken
Ernst Böse besuchte ein Lehrerseminar und war anschließend als Volksschullehrer in Neuhaldensleben tätig. 1919 schloss er sich der KPD an. In einem Prozess gegen Kommunisten vor dem Landgericht Magdeburg im April 1921 wurde er freigesprochen. Auf dem 8. Parteitag der KPD in Leipzig 1923 wurde er als Anhänger der rechten Kommunisten zum Ersatzmitglied des Zentralausschusses für den Bezirk Magdeburg-Anhalt gewählt. Er war als Redakteur für die KPD-Zeitung Tribüne in Magdeburg tätig. Am 9. November 1924 wurde er zum Abgeordneten in den Landtag des Freistaates Anhalt gewählt. Aus Protest gegen den ultralinken Kurs der Partei trat er 1925 gemeinsam mit weiteren Kommunisten aus der KPD aus. Bekannt wurde er durch seine gegen die Führung gerichtete Schrift „Wahnsinn oder Verbrechen? Am Grabe des Kommunismus“. Hier griff er die neue linke Führung um Ruth Fischer, Arkadi Maslow, Arthur Rosenberg, Max Schütz an, denen er vorwarf, den Begriff der Disziplin bis „zum Kadavergehorsam“ überspannt zu haben, die KPD leiste der „Reaktion Vorschub“. Böse schloss sich der SPD an. Von 1925 bis 1933 war er stellvertretender Distriktsführer in der SPD. Nach der Machtergreifung durch die Nationalsozialisten 1933 war er für einen Monat im KZ Fuhlsbüttel inhaftiert und verlor seinen Arbeitsplatz.
Nach 1945 war er wieder in der Hamburger SPD aktiv. Er trat zuerst mit verschiedenen Publikationen über Karl Marx und seine Gesellschaftslehre hervor, zu denen Herbert Wehner ein positives Gutachten verfasste. In seinem Buch „Probleme der Marxschen Gesellschaftslehre“ bekennt er sich zu Max Adler und dessen Theorie. Böse war ein erklärter Gegner der Auffassungen von Lenin und Stalin. Fritz Heine ermöglichte ihm die Schrift „Marx contra Stalin. Karl Marx über die russische Politik“ zu veröffentlichen. Darin benutzte Böse eine Veröffentlichung von David Rjasanow ohne die Zitate aus dessen Schrift nachzuweisen für seine antikommunistische Auffassung.
Ab 1956 verfasste er als Direktor der Hamburger Polizeifachschule verschiedene Schriften zur staatspolitischen Bildung der angehenden Polizeibeamten. Ernst Böse starb am 12. September 1962 in Hamburg. Seine letzte Wohnadresse war Tönsfeldtstr. 18 in Altona.

## Werke
- Wahnsinn oder Verbrechen? Am Grabe des Kommunismus. Druck: W. Pfannkuch & Co., Bernburg 1925.
- Die Religion im Spiegel sozialdemokratischer Parteitage. In: Der Atheist. Organ der Gemeinschaft Proletarischer Freidenker. Wien 3., 1929, Nr. 5 und 6.
- Wohin steuert Sowjetrußland. In: Das Freie Wort. Sozialdemokratisches Diskussionsorgan. 2. Jg. (1930), Heft 12.
- Unsere Taktik – oder der Bürgerkrieg. In: Das Freie Wort. Sozialdemokratisches Diskussionsorgan. 3. Jg. (1931), Heft 15.
- Wirtschaftskrise und sozialistische Wissenschaft. In: Das freie Wort. Sozialdemokratisches Diskussionsorgan. Hrsg. von Ernst Heilmann. Berlin 1931, 3. Jahrgang, Heft 29, 19. Juli 1931.
- Warum organisiert die KPD Meuchelmorde? In: Das freie Wort. Sozialdemokratisches Diskussionsorgan. 3. Jahrgang, Heft 36, 6. September 1931.
- Bekenntnis eines deutschen Terror-Kommunisten. In: Das freie Wort. Sozialdemokratisches Diskussionsorgan. 3. Jahrgang, Heft 42, 18. Oktober 1931.
- Individualpsychologie und Propaganda. In: Das freie Wort. Sozialdemokratisches Diskussionsorgan. 4. Jahrgang. 16. Oktober 1932.
- Materialistische Geschichtsauffassung. Eine kritische Einführung. Friedrich Oetinger, Hamburg 1947. (2. Auflage 1948)
- Ein Jahrhundert Marxismus. Hrsg. Vorstand der Sozialdemokratischen Partei Deutschlands. Hannoversche Presse. Druck und Verlagsanstalt, Hannover o. J. [ca. 1947]
- Probleme der Marxschen Gesellschaftslehre. Friedrich Oetinger, Hamburg 1948.[8]
- Karl Marx. Sein Leben und sein Werk. Friedrich Oetinger, Hamburg 1948.
- Marx contra Stalin. Karl Marx über die russische Politik. Druck: Westfalendruck, Dortmund [1950]
- Grundgesetz und Polizei. Was der Polizeibeamte vom Grundgesetz der Bundesrepublik Deutschland wissen muß. Verlag Deutsche Polizei, Hamburg 1956.
- Grundgesetz der Bundesrepublik Deutschland und Verfassung der Freien und Hansestadt Hamburg. Mit Einführungen in das Grundgesetz und die Hamburger Verfassung sowie kurzem Abriß der Geschichte Hamburgs. Bearb. von Ernst Böse. 2., unveränd. Aufl. Verlag Deutsche Polizei, Hamburg 1956.
- Ernst Böse, Julius Kraft: Die Selbstentfremgung des Menschen. In: Geist und Tat. Vierteljahresschrift für Politik und Kultur. Hrsg. von Willi Eichler. Europäische Verlags-Anstalt, Frankfurt am Main 1956, S. 213 ff. ISSN 0344-2098
- Das Elend der Verelendungstheorie. In: Gewerkschaftliche Monatshefte. 1958, Heft 1, S. 42–45. Digitalisat
- Vom Kaiserreich zur Bundesrepublik. Verlag Deutsche Polizei GmbH, Hamburg 1960. (2. Auflage 1961)
- Politik und Demokratie. Ein Leitfaden für den politischen Unterricht. Verlag Deutsche Polizei, Hamburg 1961.